# 特別費
特別費為中華民國各行政機關、公立學校之首長或副首長，因公務需要且支出合乎規定，經核定許可的公務及正副首長公關費用，而花費細目部分，大約多以正副首長公職身分名義所餽贈他人之花束、紀念品、輓聯、禮金等支出項目。
特別費費用的準則法源與規範來自中華民國《中央政府總預算編製作業手冊》之年度《用途別預算科目分類定義及計列標準表》（例如：2006年1月適用之《民國九十五年度用途別預算科目分類定義及計列標準表》）與中華民國行政院主計處審核編製的《支出標準及審核作業手冊》。

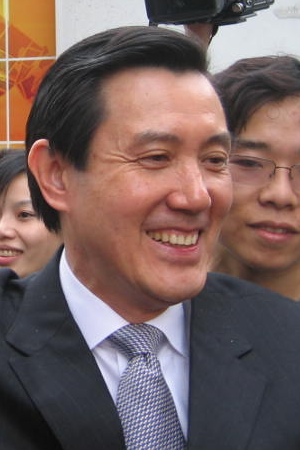
2006年，捲入特別費爭議的馬英九。

2006年11月，時任臺北市市長馬英九因特別費支出爭議，遭台灣檢察機構偵訊並起訴。對此，臺北市政府主計單位僅稱有一名承辦科員余文涉有「行政疏忽」。而判決余文有罪的作法也打擊司法系統的公信力。

## 遵循
特別費是中華民國政府會計相當特殊的費用科目，其法源依據涉及多項會計法規。而就實務上，中華民國各政府計單位審核特別費支出準則，大部分依循行政院主計處所編造的《支出標準及審核作業手冊》。
該手冊雖非實際法規，但卻涵蓋如《政府採購法》、《政府採購法細則》、《用途別預算科目分類定義及計列標準表》等等主計、採購及相關法規與制度並累積之實際工作經驗整理而成。事實上，現行中華民國所轄中央政府、相關部會、地方政府會計實務施作，包含特別費的會計憑證管理及記帳簿記均會參酌此手冊。
特別費既已經形成慣例，在大法官釋字第421號解釋裡，將特別費視為由國庫支給公務首長「固定報酬」的一部份：「由國庫支給固定報酬。至報酬之項目及額度，在合理限度內係屬立法機關之權限。是立法院通過八十六年度中央政府總預算中，關於議長、副議長之歲費、公費及特別費部分，與憲法尚無牴觸。」

## 依據法規
就手冊的第11款項之「業務費－特別費」及其他相關法條中，特別費的法律依據除了採購相關法規之外，相關細則尚有：
- 《支出憑證處理要點》
- 中華民國中央政府總預算編製作業手冊之《用途別預算科目分類定義及計列標準表》
- 《中央政府各機關用途別科目分類及執行標準表》
- 《各政府預算規定標準》
- 《中央政府各機關單位預算執行要點》
- 《中央機關首長、副首長等人員之特別費報支手續》（2007年停止適用）
- 《中央各機關首長、副首長特別費報支手續補充規定》（2007年停止適用）
- 《各級政府機關特別費支出規定》（2007年起實施）

## 費用支領
據各項法規顯示，各機關編列之特別費，應切實依行政院頒標準及支用規定覈實辦理，不得超支。而特別費報支手續，仍需以檢具發票、收據、領條為主的原始憑證列報為原則。除此，為了實務需要，依行政院1998年7月21日台87忠授字第05642號函及2004年4月22日院授主忠字第0930002556號函規定：「以檢具原始憑證列報為原則，倘有一部份費用確實無法取得原始憑證時，得依首長、副首長領據列報，但最高以半數為限」。即如特別費100,000元者，發票報銷者須為半數50,000元以上，只要正副首長領收簽收，不用發票者，則為50,000元以下。但此和會計法第58條規定「會計人員非根據合法之原始憑證，不得造具記帳憑證」並不相符，在沒有原始憑證的部份，會計人員並沒有辦法造具記帳憑證。
這種沒有發票或憑證核銷的特別費費用，稱作「首長特支費」。因此這部分雖有特支費別名，部分媒體亦將兩者視為相同，不過特支費名稱於法律另有他指。由於行之有年，後來引發爭議牽連甚廣，行政院在2006年12月29日頒訂院授主忠字第0950007913號函，該作法停止適用。立法院於2011年也增訂《會計法》第99條之1規定將之除罪化。
各單位特別費額度，通常視實際所需編列，並需經過審計單位與所轄民意機關（如：立法院、市議會）核定與監督。例如，截至2006年台北市市長每月均有34萬元新台幣的特別費額度。另外，特別費花費細目雖沒有於法規正面明列，但依慣例與法規細則說明，應為「以機關、學校首長、副首長個人名義餽贈他人的花束、紀念品」與俗稱「紅白帖」的禮金、喜幛、奠儀等。

## 適用人員
中華民國特別費的適用範圍以中央政府各級行政機關、公立學校及政府基金管理為主的正副首長，但地方政府亦可比照辦理。因此，適用人數包含行政院等五院院長副院長、含內政部等各中央部會部長次長、中央銀行等國營事業單位主管副主管、包含台北市的各縣市鄉鎮長市長副市長、甚至諸如各縣市各處室的處長副處長及民意代表機關正副議長。據統計，全台灣支領該特別費的首長及副首長，多達6,500人。

## 爭議
1999年，台北市市長兼國民黨主席馬英九領養流浪犬（名為馬小九）為個人寵物，並以特別費支出該犬健檢、驅蟲及認養程序費用。2006年5月起，此支出過程遭民進黨數名黨籍民意代表（立法委員謝欣霓，台北市議員徐佳青、周威佑等）質疑，並於2006年檢舉告發，而且指出馬英九的特別費支出還有更多非公益非公務支出。告發者認為，特別費的持有人僅具有特別費的支配權，而非所有權，告發者認為馬英九此舉涉嫌涉嫌貪污與偽造文書兩公訴罪。
2006年11月14日，台灣高檢署查黑中心針對特別費特別偵訊台北市長馬英九並加以起訴，其爭議點為部分核銷發票和支出項目不符與馬英九將每月新台幣34萬元（約合10,000美金）特別費半數（新台幣17萬元）逕自匯入帳戶。對此，市長幕僚承認行政措施有瑕疵。
2007年年中，該特別費案件經一審法律程序後以馬英九沒有「特別費應用於因公支出」（俗稱「大水庫理論」）的認識而判決馬英九無罪，余文則涉變造文書判決有罪。
2007年，在馬英九獲判無罪後，呂秀蓮和游錫堃也因被認為私吞公款特別費而遭起訴，但於2012年被判無罪。

## 學界見解
特別費的法律性質為何?學界有實報實銷說、實質補貼說以及概算費用說三種不同看法：
1. 採取「實報實銷說」者認為，特別費縱使為國家對於機關首長之特別津質，其前提仍須以「機關首長實際上有支出」為前提，其與其他公務員預算不同之處，僅在於其支出是否屬於公務，是否有裁量權之濫用，國家並不過度干預。
2. 採取「實質補貼說」者認為，因其支出有偶發性、時效性、機動性，預支性等因素，數十年來慣例由政府編列預算給予具有「實質補貼」性質之業務費用之一，首長如超額支出，則不予增加，已由首長具領部分如未用盡，慣例上亦無要求須予繳回。
3. 採取「概算費用說」者認為，領據核銷，並未要求記載各別支出明細及各項用途，且於嗣後也未要求應辦理結算及多退少補，實際上乃是採取定額的統籌概算費用方式。